# کلی تامپسون
کلِی الکساندر تامپسن (به انگلیسی: Klay Thompson) متولد ۸ فوریه ۱۹۹۰، بسکتبالیست آمریکایی تیم گلدن استیت واریرز در اتحادیه ملی بسکتبال آمریکا است.
وی با قد ۱۹۸ سانتیمتر در پست shooting-guard بازی می‌کند و قبل از پیوستن به ان بی ای در دانشگاه ایالتی واشینگتن دی سی  توپ می‌زد.